# Гунс, Рейклоф ван
Рейклоф ван Гунс (нидерл. Rijckloff van Goens; 24 июня 1619, Амстердам — 14 ноября 1682, Батавия) — тринадцатый генерал-губернатор Голландской Ост-Индии, шестой, восьмой и десятый Генерал-губернатор Голландского Цейлона.

## Биография
Рейклоф ван Гунс родился в 1619 году в Амстердаме. Трижды занимал пост генерал-губернатора Голландского Цейлона. С 1678 по 1681 год — генерал-губернатор Голландской Ост-Индии. Его записки о визите к султану Агунгу являются ценным источником по истории Индонезии, и в частности — по истории султаната Матарам.